# Ad libitum
Ad libitum — фраза, в переводе с латинского означающая «по желанию», «по собственному усмотрению», используемая в музыке и других исполнительских искусствах как определение различных форм импровизации или вариативности.
Указание ad libitum в названиях произведений известно с XVII века у композиторов барокко противоположно по смыслу obligato. В музыкальной нотной записи указание ad libitum означает, что исполнителю предоставляется свобода в выборе характера исполнения — темпа, динамики (например, симфония Ференца Листа «Фауст» с заключительным хором ad libitum). Иногда обозначение ad libitum показывает, что тот или иной знак в нотном письме может не приниматься во внимание, а в ряде случаев это обозначение указывает на то, что для исполнения по желанию может быть выбран один из двух названных автором инструментов. В современной музыкальной индустрии данное словосочетание превратилось в слово «ad-lib» (адлиб), которое носит следующее значение: случайные выкрики исполнителя, которые разбавляют основной звукоряд
Если в театре актёр забыл часть своего монолога или диалога, он может быстро придумать, чем заменить недостающие фразы так, чтобы никто ничего не заметил. Более того, иногда режиссёры настаивают на том, чтобы актёры придумывали на ходу некоторые фрагменты в постановке, исполняя их, таким образом, ad libitum. Термин ad libitum обычно относится к интерполяции пропущенной части материала в контексте в остальном зафиксированной пьесы. Если вся постановка целиком основана на создании материала во время выступления, весь процесс обычно называется импровизацией (как и в кинематографе).
Ведущие телепередач иногда вставляют в свои выступления выученные наизусть тексты, которые выглядят как импровизированное выступление ad libitum, но на самом деле придуманы и записаны заранее.
В научных исследованиях влияния диеты по ограничению калорий на продолжительность жизни модельных животных (нематод, дрозофил, мышей, приматов и др.) термин ad libitum или, сокращенно, AL, применяется к контрольной группе животных, получающих неограниченный рацион питания. Животные, получающие ограниченный по калориям рацион (как правило, на 30 %), обозначаются CR (caloric restriction).
В медицинских рецептах сокращение ad lib. означает, что лекарство или его компонент может использоваться в любых количествах.